# Laisa
Laisa is een plaats in de Duitse gemeente Battenberg (Eder), deelstaat Hessen, en telt 570 inwoners (2008).